# Central Coast Highway
Der Central Coast Highway ist eine Hauptverbindungsstraße im Osten des australischen Bundesstaates New South Wales. Er verbindet den Sydney-Newcastle Freeway und den Pacific Highway bei Kariong mit dem Pacific Highway in Doyalson. Die Route erhielt am 9. August 2006 ihren Namen offiziell von der Regierung von New South Wales, damit sie von Besuchern leicht als Zufahrtsstraße zu diesem Küstenabschnitt identifiziert werden kann. Die Route war früher Teil des Pacific Highway.

## Verlauf
Der Central Coast Highway zweigt an der Ausfahrt Kariong vom Sydney-Newcastle Freeway (N1) nach Osten ab und verläuft auf der alten Route des Pacific Highway durch Kariong und West Gosford nach Gosford. Dort folgt sie The Entrance Road nach Osten durch East Gosford, Erina, Wamberal, Forresters Beach, Bateau Bay und Long Jetty bis nach The Entrance.
Der Highway führt um das Stadtzentrum von The Entrance herum auf die Nehrung nach Noraville und Budgewoi. Von dort zieht er nach Nordwesten durch Buff Point und San Remo bis nach Doyalson, wo er wieder auf den Pacific Highway (S83 / S111) trifft.

## Nummerierung
Von der Ausfahrt Kariong bis nach Gosford, wo der Central Coast Highway gemeinsam mit dem Pacific Highway verläuft, tragen beide Straßen die Nummerierung Staatsstraße 83 (S83). Von Gosford über The Entrance nach Doyalson besitzt der Central Coast Highway noch keine Nummerierung. Die soll erst realisiert werden, wenn die Staatsstraßen in New South Wales auf das alphanumerische System umgestellt werden.